# Vasco Gil
Vasco Gil é um sítio povoado da freguesia de Santo António do Funchal, concelho do Funchal, Ilha da Madeira.
O nome do sítio deriva de um dos primeiros povoadores do arquipélago, Vasco Gil, que neste sítio possuiu terras de sesmaria. Vasco Gil era, em 1472, um dos homens bons da governança do Funchal. Neste sítio localiza-se a Fonte do Senhor, assim chamada por pertencer à Confraria do Santíssimo Sacramento da Paróquia de Santo António, da qual fonte provém o caudal que alimenta os marcos fontanários construídos em Santo António a partir de 1908 pela Junta Geral.